# Evangelický hřbitov v Konské
Evangelický hřbitov v Konské se nachází ve městě Třinec, v části Konská směrem od Nebor, na hranici s areálem Třineckých železáren.

## Historie
Evangelický (luterský) hřbitov v Konské byl založen koncem 19. století. Nachází se na něm zděná hřbitovní kaple a obřadní síň. Roku 1969 byly na tento hřbitov přemístěny pozůstatky 229 zesnulých občanů a 46 zesnulých dětí ze zrušeného římskokatolického hřbitova ze zaniklé obce Konská (Kostel Všech svatých v Konské). Vlastníkem a provozovatelem hřbitova je sbor SCEAV v Třinci.
Na hřbitově jsou pohřbeni mj. předci známých osobností pocházejících z historické obce Konská. Rodina Kubiszů, básníků Jana Kubisze, Pawła Kubisze a konzula v USA Józefa Kubisze. Dále rodina Buzků, bývalého polského premiéra a předsedy Evropského parlamenu Jerzyho Buzka.

## Galerie

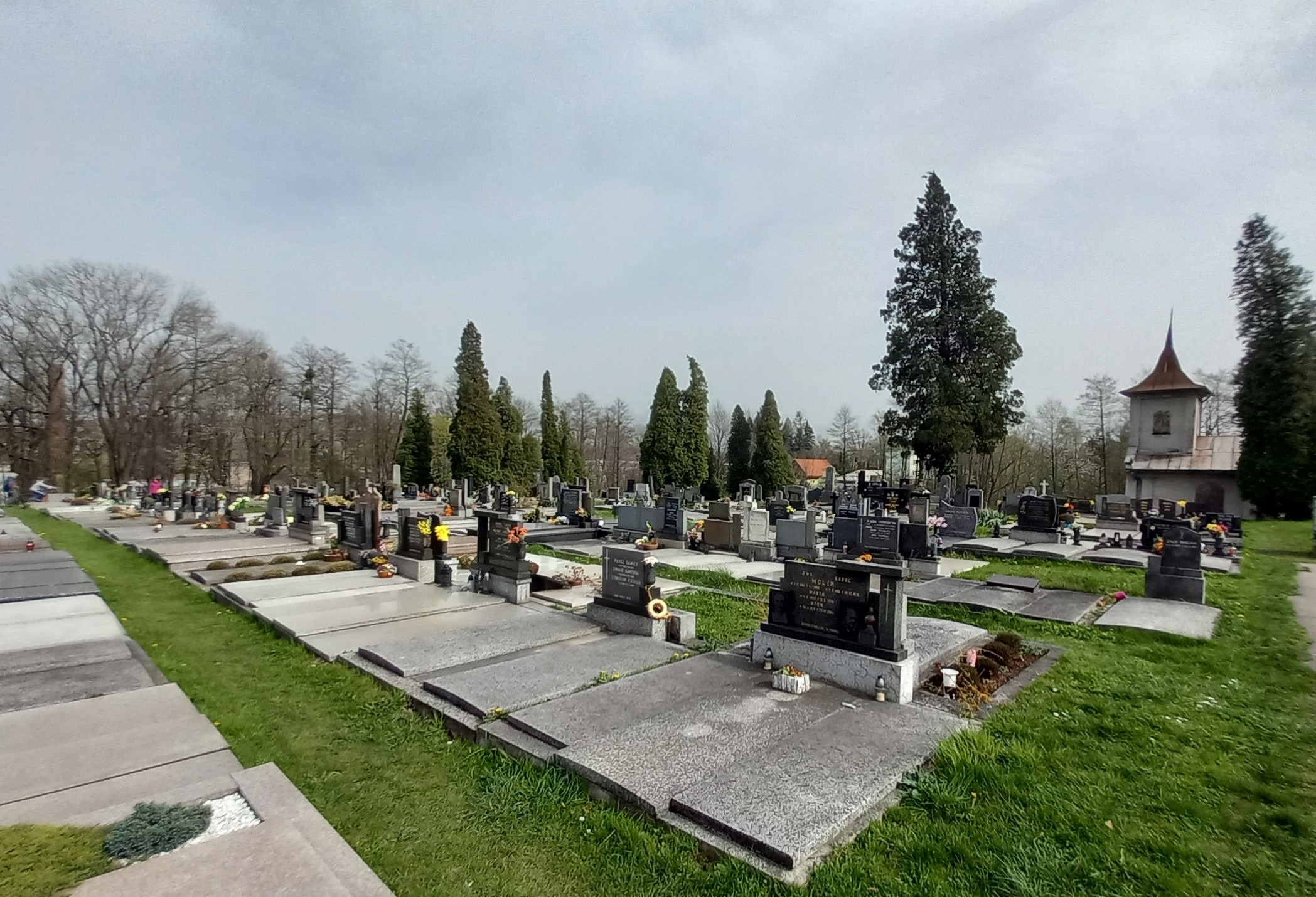
Evangelický hřbitov v Konské
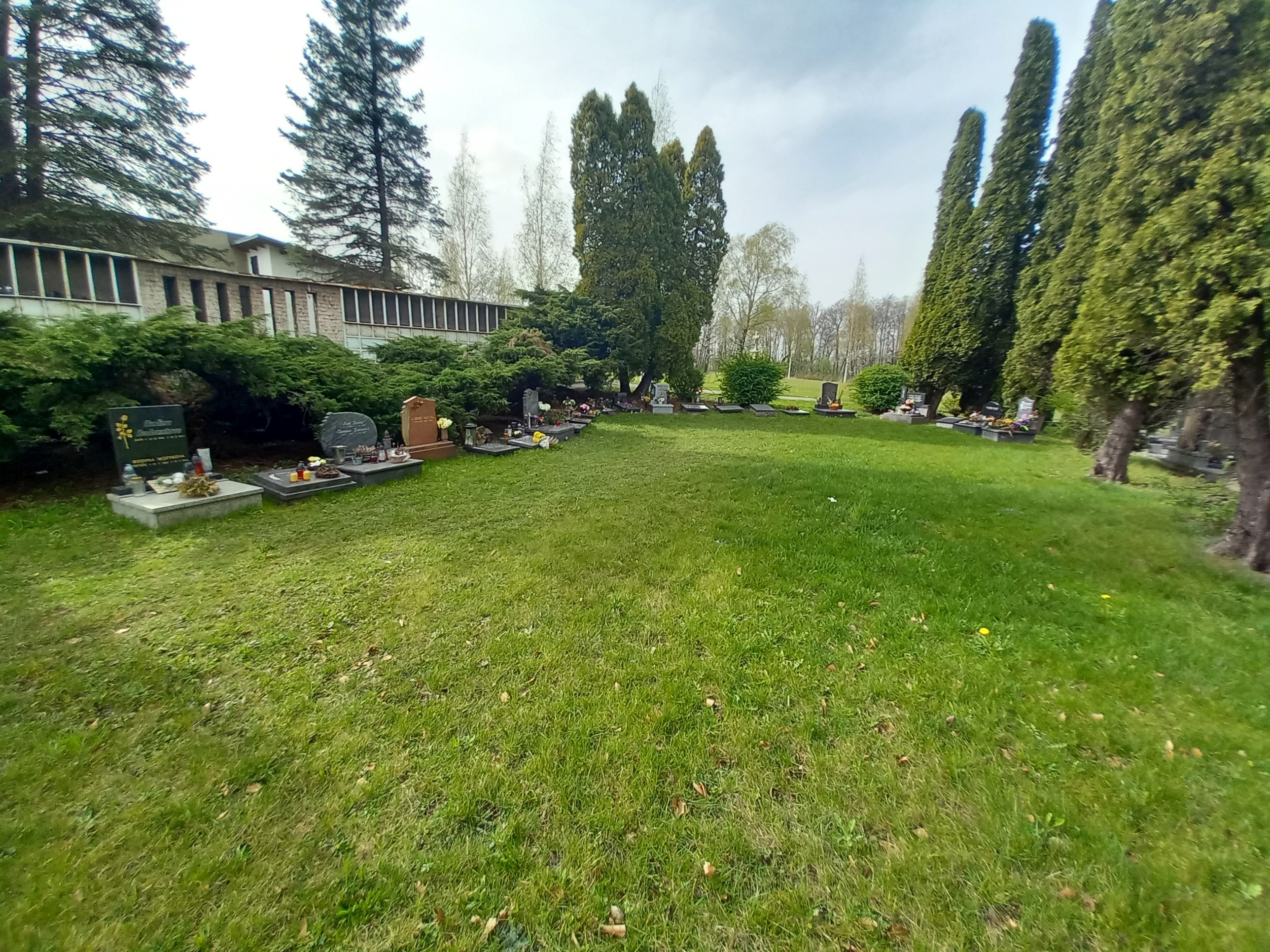
Urnový háj
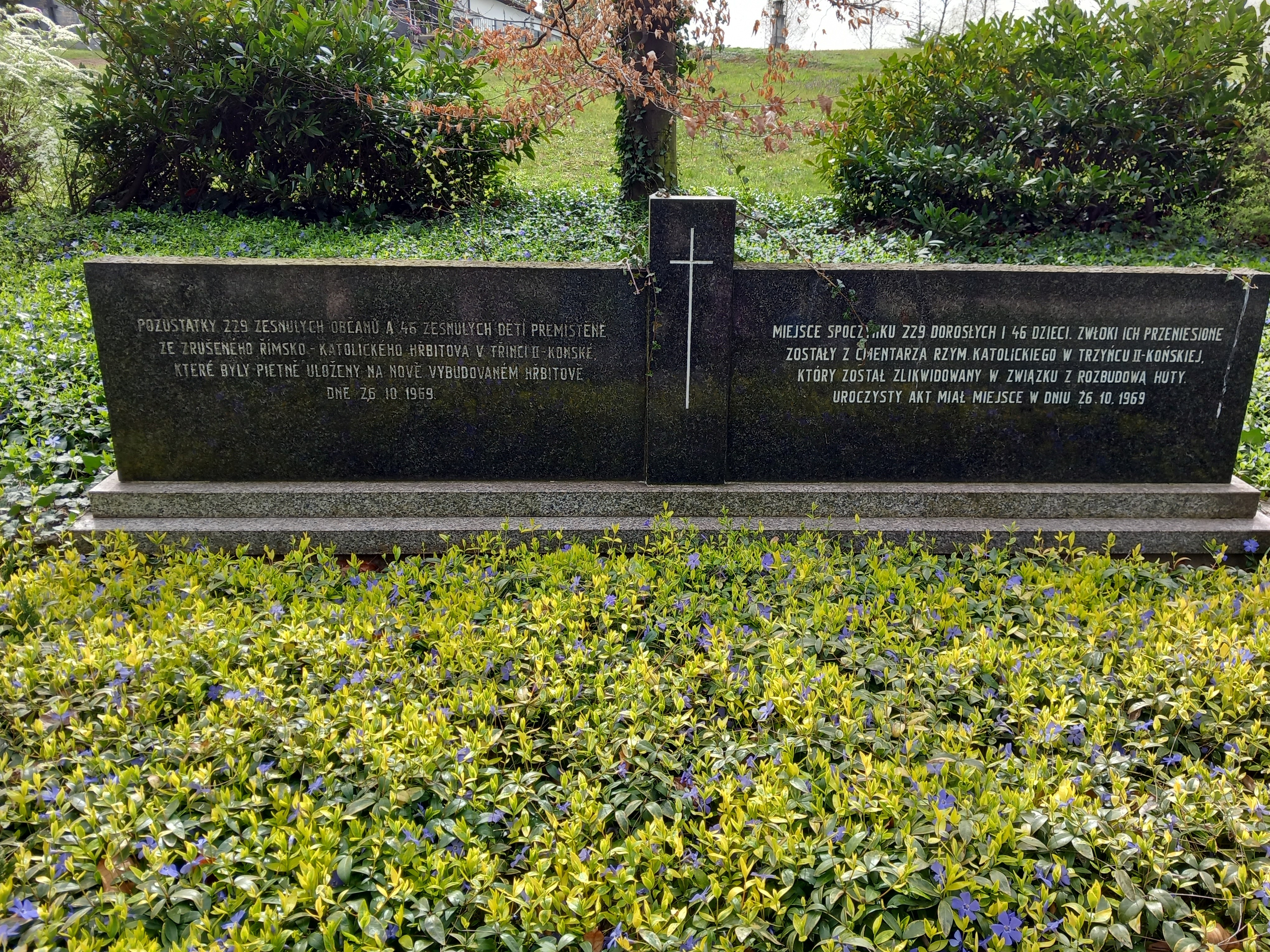
Památnik přesunu starého hřbitova historické obce Konská
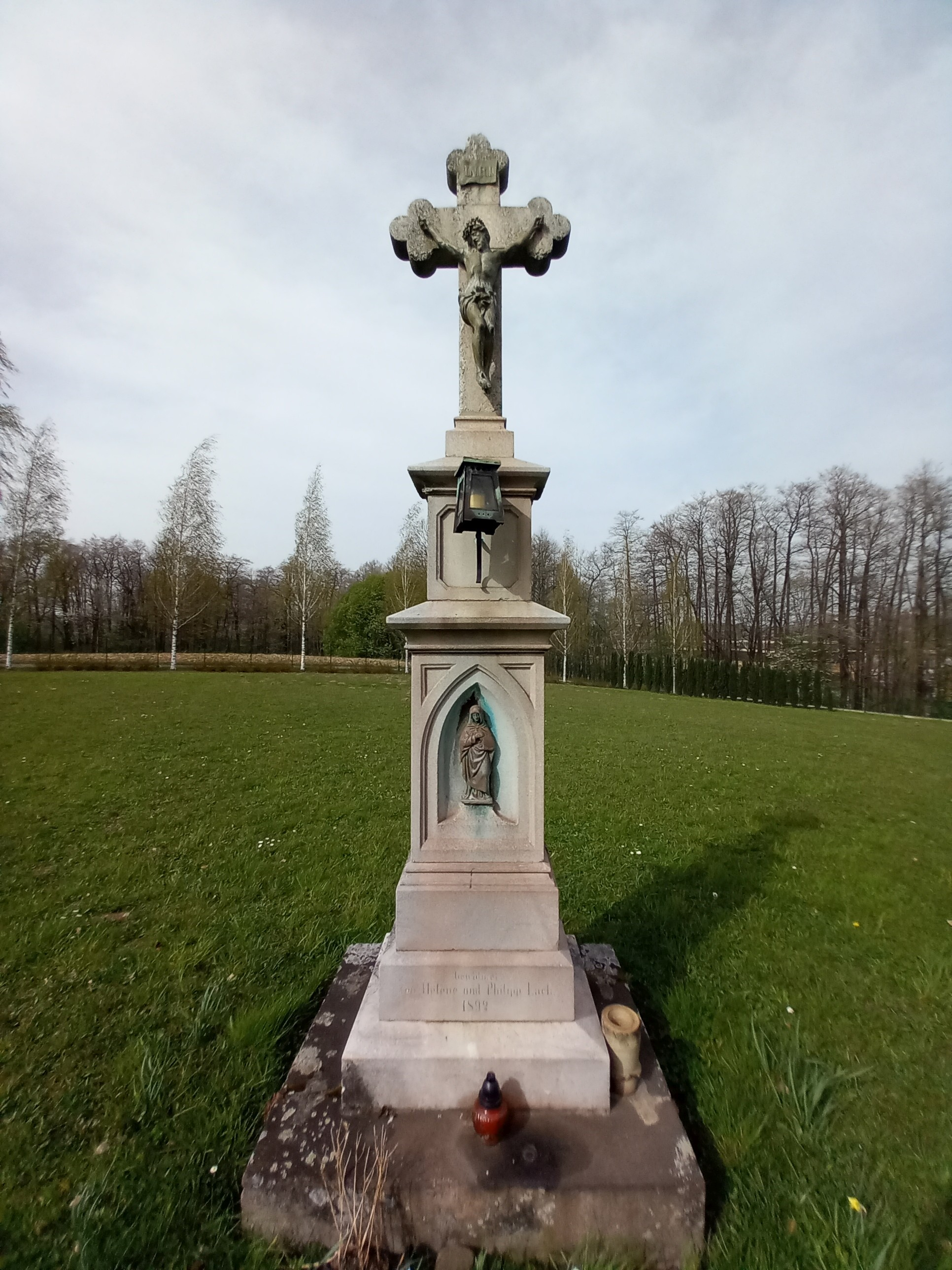
Gewidmet von Helene und Philipp Lach 1892
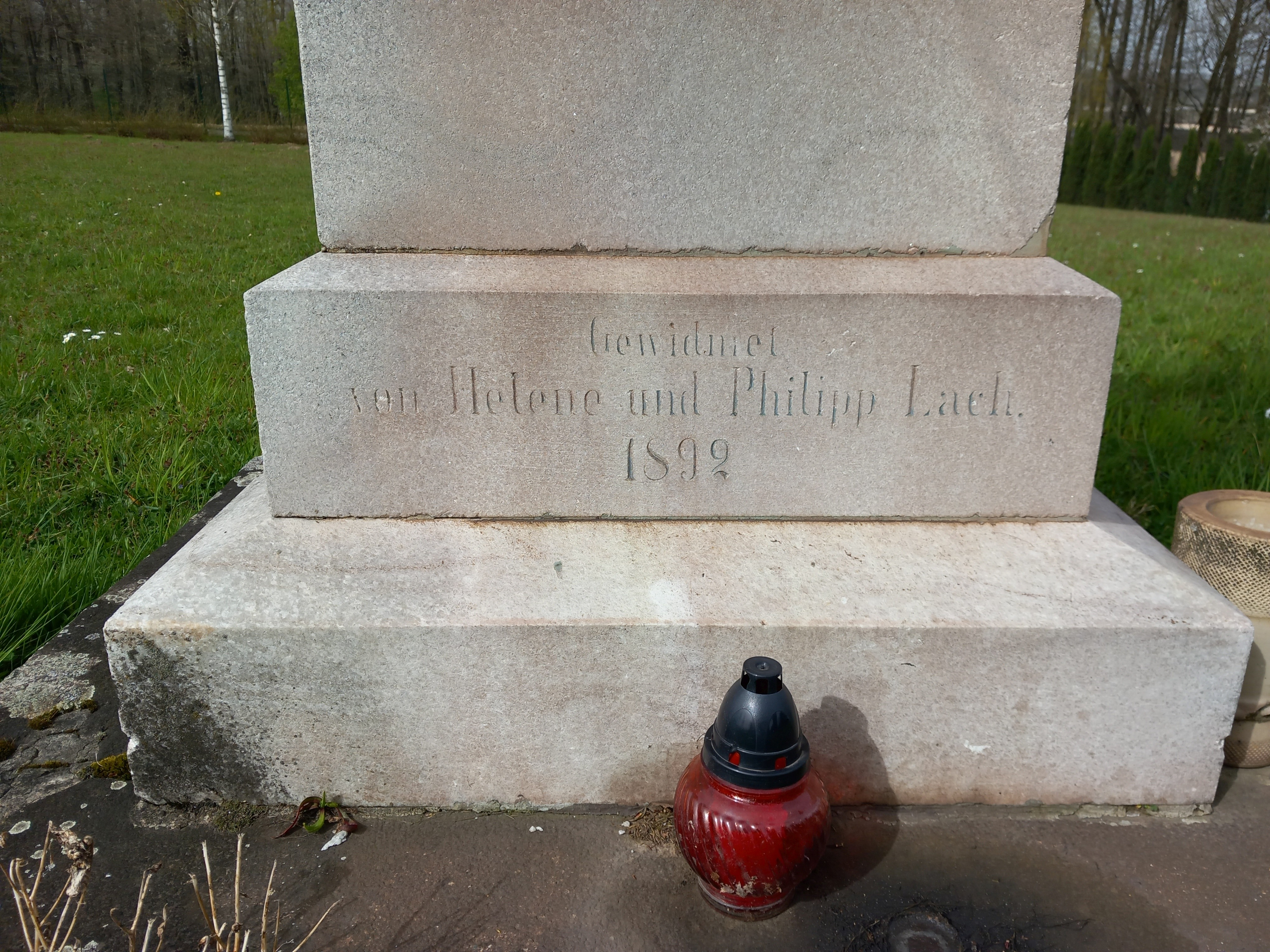
Gewidmet von Helene und Philipp Lach 1892
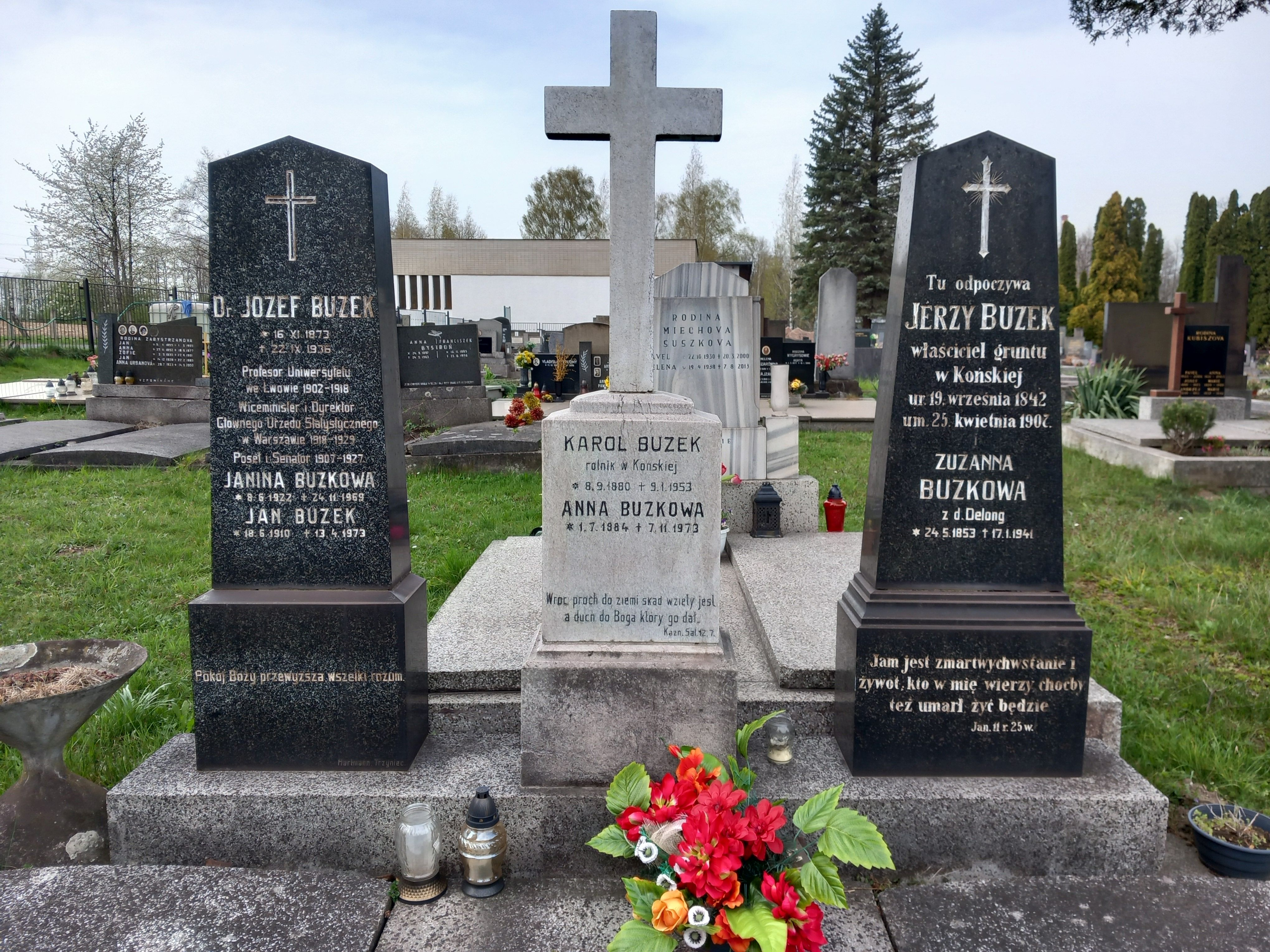
Hrob - předci bývalého polského premiéra a předsedy Evropského parlamenu Jerzyho Buzka